# Marguerite de Béarn
Marguerite de Béarn ou Marguerite de Montcade (v. 1245-1250 - † v. 1319) est vicomtesse de Béarn de 1290 à 1310, et fille de Gaston VII, vicomte de Béarn, et de Mathe de Matha, vicomtesse de Marsan. Elle est l'ancêtre au onzième degré du roi de France Henri IV.

## Biographie
Très tôt elle est destinée à épouser le comte Roger-Bernard III de Foix (1240 † 1303) par le contrat de mariage signé à Layrac le 3 octobre 1252 alors qu’elle n’a pas plus de sept ans. Le mariage se fait quinze ans plus tard, en 1267. De ce mariage sont nés :
- Marguerite († 1304), mariée en 1291 à Bernard Jourdain IV, baron de l'Isle-Jourdain ;
- Mathe, mariée vers 1294 à Bernard IV, comte d'Astarac ;
- Constance, mariée en 1297 à Jean Ier de Lévis, seigneur de Mirepoix ;
- Brunissende, mariée en 1298 à Hélie VII de Talleyrand, comte de Périgord ;
- Gaston Ier (1287 † 1315), comte de Foix et vicomte de Béarn (sous le nom de Gaston VIII).

Il est parfois fait mention d’une première épouse de Roger-Bernard, dite « la dame de Salenque », qui aurait été répudiée pour stérilité. Outre le silence des sources contemporaines, la jeunesse de Roger Bernard lors de la signature du contrat à Layrac rend cette possibilité peu vraisemblable. Mais lorsque l’on voit la différence de vingt ans entre le mariage et la naissance de Gaston Ier, et malgré la présence de trois sœurs aînées, il n’est pas absurde de penser que Roger-Bernard ait penser à répudier Marguerite pour se remarier et avoir un héritier. L’épisode de la dame de Salenque pourrait en être un écho déformé.
Trois ans après la naissance de Gaston, Gaston VII, père de Marguerite meurt le 26 avril 1290 en laissant tous ses biens à sa fille aînée Constance de Moncade. Celle-ci sans enfant, avait déjà testé en faveur de sa sœur Marguerite. Roger-Bernard et Marguerite, s’intitulent vicomte de Béarn et s’emparent de la vicomté, aux dépens de Constance. Bernard VI, comte d’Armagnac, fils de Mathe de Moncade, la dernière sœur de Constance et de Marguerite, conteste cette succession et la guerre éclate entre le comté de Foix et l’Armagnac. Le roi Philippe IV le Bel, se pose comme arbitre, et accorde le Béarn à Roger-Bernard et Marguerite. Il est vrai qu’il a besoin du soutien de ces derniers dans la guerre qu’il mène contre le roi d’Angleterre, possesseur de la Guyenne et de la Gascogne.
Roger Bernard meurt en 1302 et Marguerite assure la régence au nom de son fils Gaston Ier. Il est possible qu’elle assure ensuite la régence au nom de son petit-fils Gaston II de Foix-Béarn, après que Jeanne d’Artois, la mère de ce dernier, ait été évincée de la régence en 1317.
On attribue à Marguerite de Béarn la construction du donjon Lacataye vers 1313, lorsqu'elle décide de se retirer à Mont-de-Marsan près du couvent des Clarisses situé à quelques pas et dont elle se porte protectrice.